# Stáraya Derevnia (San Petersburgo)

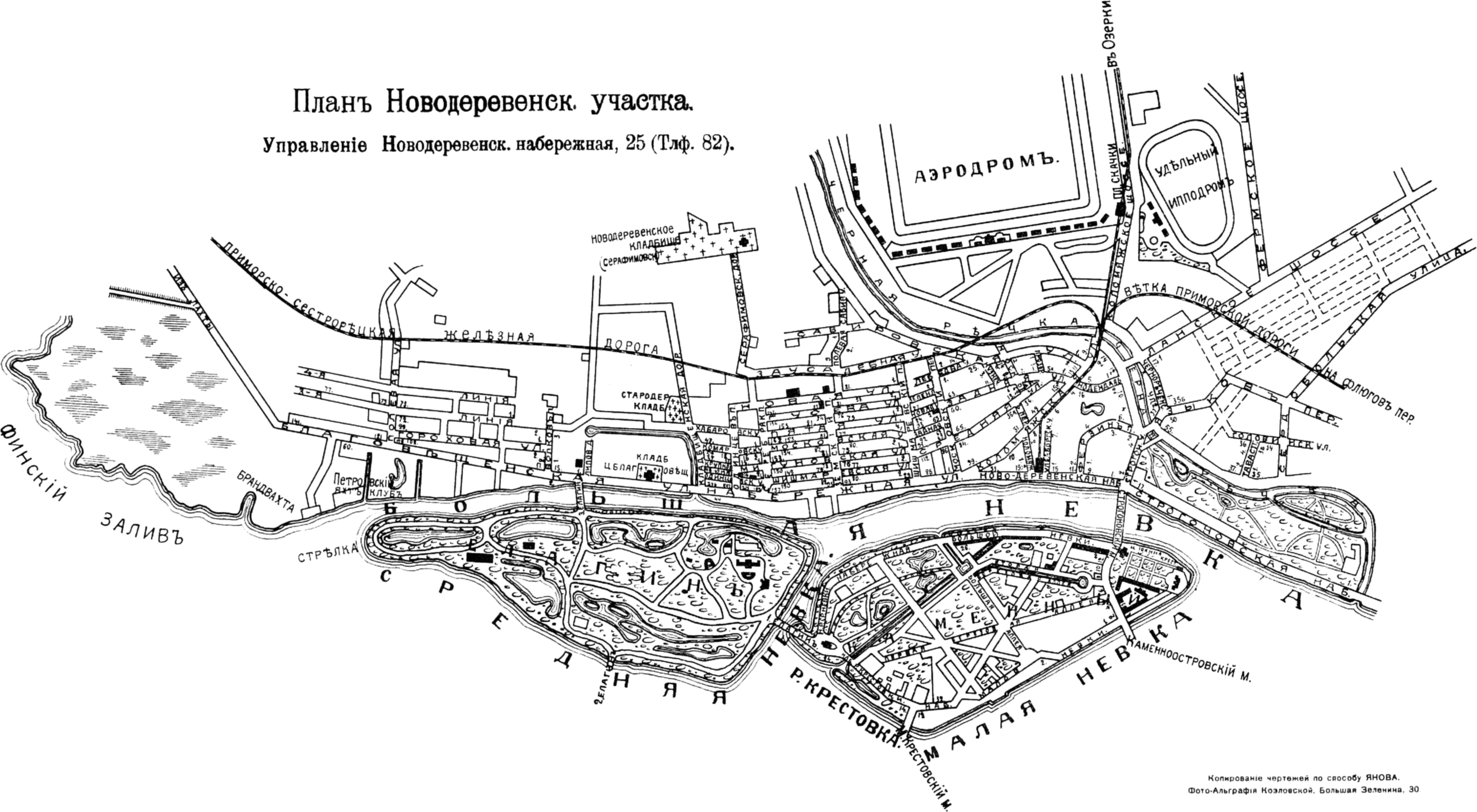
Mapa del distrito de Nóvaya Derevnia en 1913, guía Ves Peterburg.

Stáraya Derevnia (en ruso: Ста́рая Дере́вня) es un barrio histórico de San Petersburgo en la orilla derecha del Gran Nevka, frente a la isla Yelaguin (distrito Primorski). Hasta principios del siglo XX pertenecía al volost Staroderévianskaya del uyezd de San Petersburgo para más tarde incorporarse al distrito suburbano de Nóvaya Derevnia junto con Kolomiagui.

## Historia

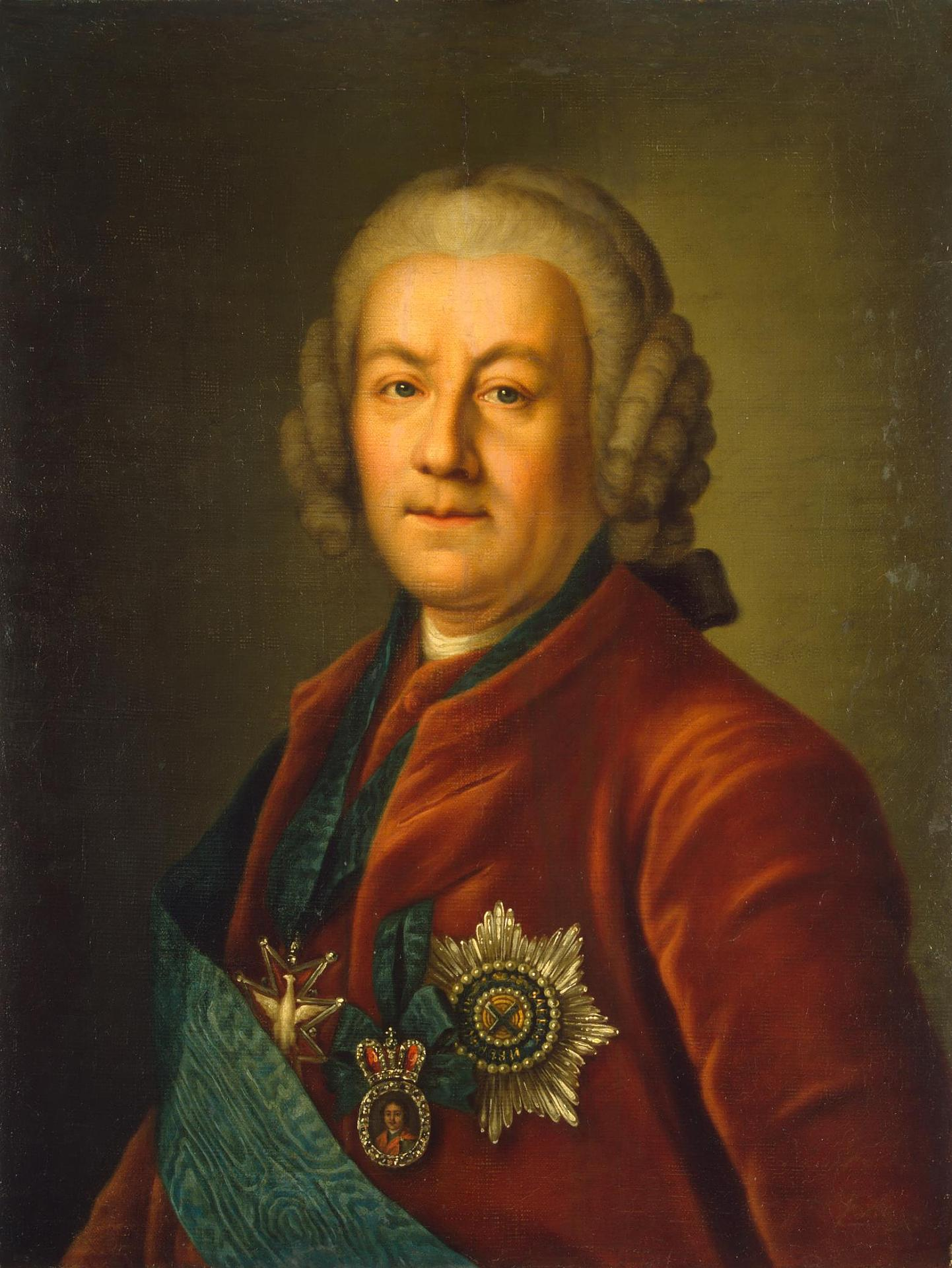
Retrato del canciller Bestúzhev-Riumin.

Históricamente, el territorio de Stáraya Derevnia estaba limitado por el lago Dólgoye, el Gran Nevka, el entrante de Lajta y el Chórnaya. El emplazamiento de la localidad moderna era una zona arbolada pedregosa donde se hallaban grandes bloques de roca. A principios del siglo XVIII se denominaba al litoral que ocupa Stáraya Derevnia "cabo de la Nariz de Piedra" (мыза Каменный Нос), propiedad del barón Osterman. Cuando la finca se desvinculó del barón a mediados de la década de 1740, la localidad algergaba a 64 siervos de ambos sexos que habían sido reubicados desde la región del Volga.
A partir de 1746, el canciller Alekséi Bestúzhev-Riumin fue el nuevo propietario del territorio de Stáraya Derevnia. La localidad surgió entonces como asentamiento de los siervos del conde Bestúzhev-Riumin trasladados allí desde Malorosiya para construir un palacio y un parque en la isla Kamenni. Se situaba en la carretera Torfiánaya.
El sobrino de Bestúzhev-Riumin, Alekséi Volskonski, heredaría la propiedad. En 1789, su hija soltera Anna Alekséyevna, vendería la propiedad, junto con los asentamientos de Nóvaya Derevnia y Kolomiagui a Serguéi Sávich, hijo de Sava Yákovlev.
A partir de 1747 Stáraya Derevnia empezó a ir de la mano del nuevo asentamiento Nóvaya Derevnia, emplazada frente a la isla Kamenni. En 1765 se construyó la iglesia de la Asunción entre ambas localidades. El templo sería objeto de reformas en 1809, junto con cierta urbanización que condujo a la construcción de la vía más tarde conocida como Avenida Primorski y a la edificación junto a la antigua iglesia de los siervos de Stáraya Derevnia del cementerio de la calle Dibunóvskaya. Este sería el cementerio principal hasta que a principios del siglo XX, con el crecimiento de las localidades se construyera el nuevo cementerio Serafímovskoye.

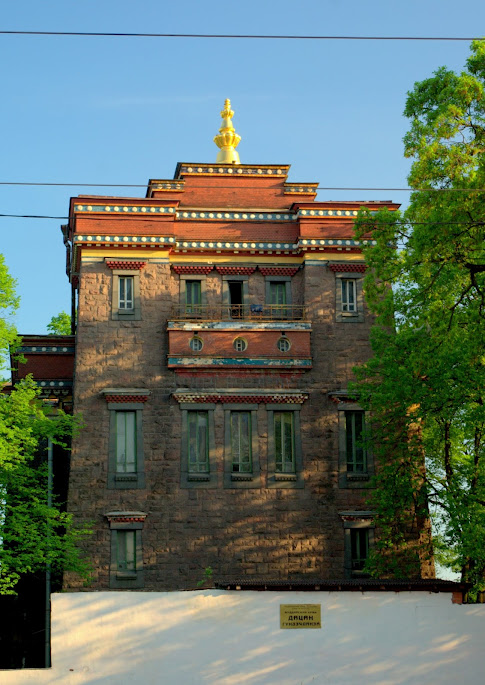
Fachada norte del templo Datsan Gunzechoinei.

En 1909 se instaló un templo budista en Stáraya Derevnia.

## Toponimia
El nombre Stáraya Derevnia ("antigua aldea") lo llevan asimismo una estación de ferrocarril, una estación de metro (1999), y el complejo Stáraya Derevnia del museo del Ermitage. Desde la localidad parte la calle Staroderévianskaya.